# مضخم متقاطع الحقل

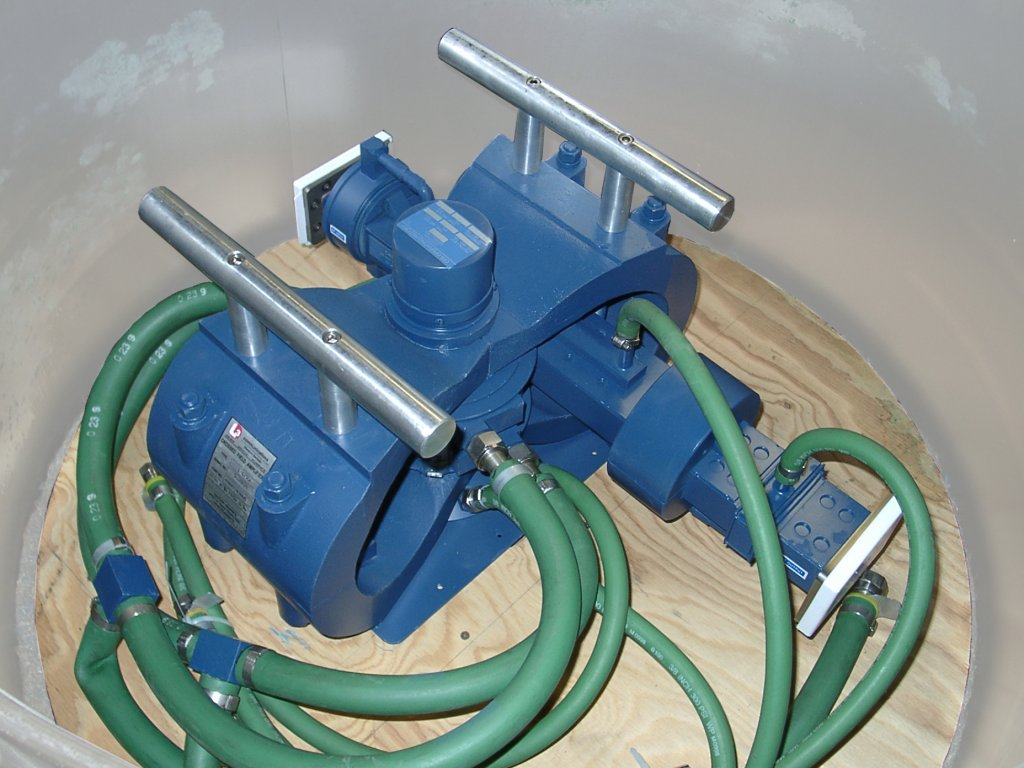

مضخم متقاطع الحقل ويُعرف أيضًا باسم مضخم المجال المتقاطع عبارة عن أنبوب فراغ متخصص، تم تقديمه لأول مرة في منتصف الخمسينيات من القرن الماضي، وكثيراً ما يستخدم كمضخم للميكروويف في أجهزة الإرسال عالية الطاقة.
عمل مهندس ريثيون ويليام سي براون على تكييف مبادئ المغنطرون لإنشاء مضخم عريض النطاق جديد يُعرف عمومًا بأنه أول مضخم متقاطع الحقل، والذي أطلق عليه اسم أمبليترون (بالإنجليزية: Amplitron)‏. الأسماء الأخرى التي يستخدمها مصنعو مضخم متقاطع الحقل أحيانًا تشمل بلاتينوترون (بالإنجليزية: Platinotron)‏ أو ستابيلوترون (بالإنجليزية: Stabilotron)‏.
تتمتع مضخمات متقاطعات الحقل بكسب وعرض نطاق أقل من أنابيب مضخم الميكروويف الأخرى (مثل الكليسترونات أو أنابيب الموجة المتنقلة ) ؛ لكنها أكثر كفاءة وقدرة على إنتاج طاقة أعلى بكثير. يمكن تحقيق طاقات خرج قصوى للعديد من ميغاواط ومتوسط مستويات طاقة لعشرات الكيلوات، مع تصنيفات كفاءة تتجاوز 70 بالمائة. يتم استخدامها حاليًا في المحطات الأرضية للأقمار الصناعية وشبكات اتصالات الفضاء السحيق.

## طبيعة العمل

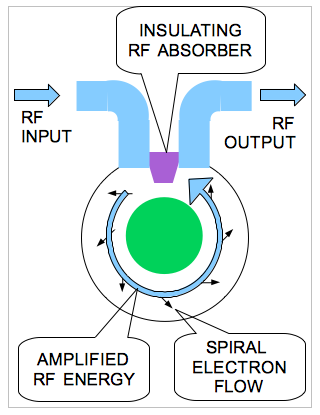
عملية داخلية لمكبر الصوت عبر المجال

المجالات الكهربائية والمغناطيسية في مضخم متقاطع الحقل متعامدة مع بعضها البعض ("الحقول المتقاطعة"). هذا هو نفس نوع التفاعل الميداني المستخدم في المغنطرون ؛ نتيجة لذلك، يشترك الجهازان في العديد من الخصائص (مثل طاقة الذروة العالية والكفاءة) ولهما مظاهر فيزيائية متشابهة. ومع ذلك، فإن المغنطرون هو مذبذب ومضخم متقاطع الحقل هو مكبر للصوت (على الرغم من أن مضخم متقاطع الحقل يمكن أن تتأرجح عن طريق تطبيق الفولتية المنخفضة غير المناسبة مثل أي مكبر للصوت)، تشبه دائرة التردد الراديوي (أو بنية الموجة البطيئة) في مضخم متقاطع الحقل تلك الموجودة في ذات التجويف المزدوج.
يتمتع مضخم متقاطع الحقل بخاصية مفيدة وهي أنه عند إيقاف تشغيل الطاقة، ينتقل الإدخال ببساطة إلى الإخراج مع خسارة قليلة جدًا. يؤدي ذلك إلى تجنب الحاجة إلى تبديل تجاوز التردد اللاسلكي في حالة حدوث عطل. يمكن توصيل اثنين من المضخمات متقاطعة الحقل بالتسلسل مع طاقة واحدة فقط؛ إذا فشلت، يمكن إزالة الطاقة من الأنبوب الأساسي وتطبيقها على الثانوية كنسخة احتياطية. تم استخدام هذا النهج مع التكرار المدمج في مرسل إس-باند للوصلة الهابطة في مركبة الهبوط على القمر (بالإنجليزية: Apollo Lunar Module)‏ حيث كانت هناك حاجة إلى كفاءة عالية وموثوقية.
يتم وضع جهد سالب كبير على القطب الأخضر في المركز، ويتم توجيه مجال مغناطيسي كبير بشكل عمودي على الصفحة. هذا يشكل قرص غزل رقيق من الإلكترونات بنمط تدفق مثل غزل الماء أثناء تصريفه من المغسلة أو المرحاض. توجد بنية الموجة البطيئة أعلى وأسفل قرص الدوران للإلكترونات. تتدفق الإلكترونات أبطأ بكثير من سرعة الضوء، ويقلل هيكل الموجة البطيئة من سرعة مدخلات التردد الراديوي بما يكفي لمطابقة سرعة الإلكترون.
يتم إدخال مدخلات التردد الراديوي في هيكل الموجة البطيئة. يتسبب مجال الميكروويف المتناوب في تسريع الإلكترونات وإبطائها بالتناوب. تنمو هذه الاضطرابات بشكل أكبر مع دوران الإلكترونات حول الجهاز، وتتباطأ الإلكترونات مع نمو طاقة التردد اللاسلكي. هذا ينتج التضخيم. يوجد قدر ضئيل من ردود الفعل من الإخراج إلى المدخلات. يؤدي هذا إلى حدوث ارتعاش طفيف في الطور العشوائي عند نبض الجهاز.